# Un principe per Natale (film 2015)
Un principe per Natale (A Prince for Christmas) è un film per la televisione del 2015 diretto da Fred Olen Ray.
Il film ha esordito su Starz con il titolo Small Town Prince

## Trama
In Europa vive in pace il Regno di Balemont dove re e regina stanno pianificando il matrimonio per il figlio principe Duncan. La data del matrimonio è fissata per il giorno di Natale. Il giovane nobile ereditiere, però, è inorridito dall'idea di piegarsi a un matrimonio combinato. La settimana prima del fatidico giorno Duncan fugge di nascosto in una piccola città del Continente Nuovo, presentandosi in incognito con il nome di David.
Giunto in una piccola località sperduta, sotto una coltre di neve bianca, David si sofferma in un ristorante e incontra casualmente la proprietaria del locale: si tratta di una ragazza nubile di nome Emma che amministra da sola l'azienda familiare di ristorazione e che negli ultimi tempi, disperata per via dei debiti, ha pure abbandonato l'ex fidanzato Todd. Emma ha anche sotto la sua tutela Alice, la sorella adolescente, dopo la perdita precoce dei propri genitori.
David frequenta Emma, attratto dalla sua biografia se ne innamora. Potrebbe diventare una storia d'amore importante, quando Emma scopre inaspettatamente le vere origini del finto David.

## Produzione
Il film è stato girato per la maggior parte a Buffalo, negli Stati Uniti.